# Dolmen von Tuchenn Pol

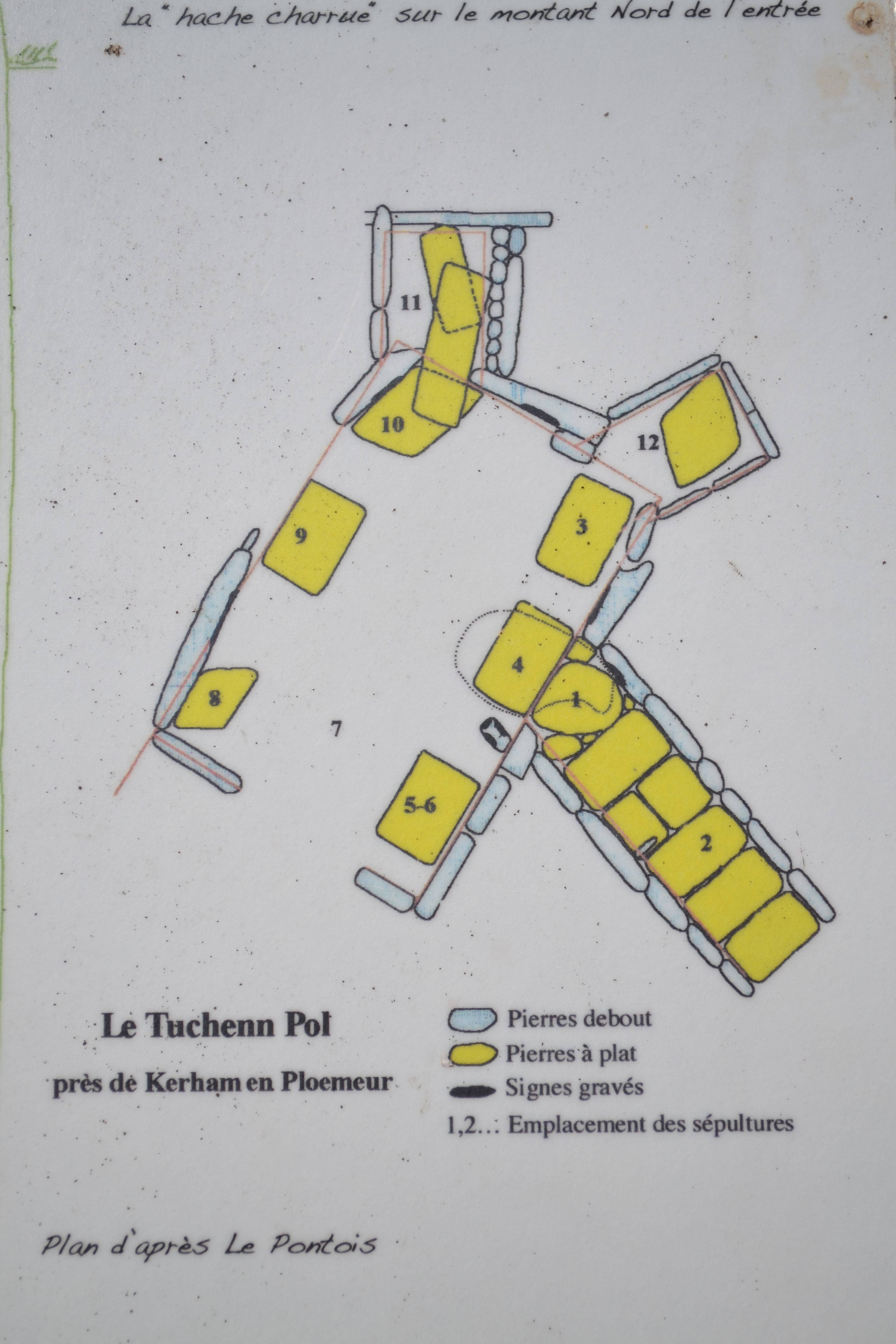
Dolmen von Tuchenn Pol

Der komplexe Dolmen von Tuchenn Pol (französisch Butte du Diable – deutsch: Teufelshügel – auch Dolmen du Tertre Tuchenn Pol, Lann-Porz-Menech genannt) liegt zu beiden Seiten der Straße „Route de Kerpape“, etwa 350 m südlich des Dorfes Kerhan und südlich von Ploemeur im Département Morbihan in der Bretagne in Frankreich. Dolmen ist in Frankreich der Oberbegriff für neolithische Megalithanlagen aller Art (siehe: Französische Nomenklatur).
Der Komplex ist ein vermutlich eisenzeitliches Monument, das durch die Archive des Kommandanten Le Pontois, der das Areal 1891 ausgegraben hat, bekannt war und 2004 wiederentdeckt und teilausgegraben wurde.
Trotz des im Vergleich zu den sogenannten „Tumuli à muret circulaire“ („Hügel mit runden Mauern“) auf der Halbinsel schlechten Zustandes und der Abwesenheit von Holzkohle oder verbrannten Knochen scheint es möglich, das Denkmal der frühen Eisenzeit (6. Jahrhundert v. Chr.) zuzuordnen, in der vor der Entwicklung von Hallstatt D3 und La Tène A die Körperbestattung in der westlichen Bretagne vorherrschte.
Das Monument besteht aus drei großen und zwei kleineren Hügeln mit einem gut erhaltenen Dolmen aus mehreren partiell gepflasterten Kammern.
Der Tuchenn Pol ist ein Hügel von etwa 27,0 m Durchmesser, der einen rechteckigen Dolmen mit einem schräg angesetzten gepflasterten Gang im Südosten und in zwei Ecken schräg angesetzte Nebenkammern hat, eine im Norden, die andere im Nordosten. Erhalten sind alle Tragsteine der Nebenkammern (9) und des Ganges (11) sowie 11 Tragsteine der Hauptkammer (mind. zwei fehlen).

Tuchenn Pol
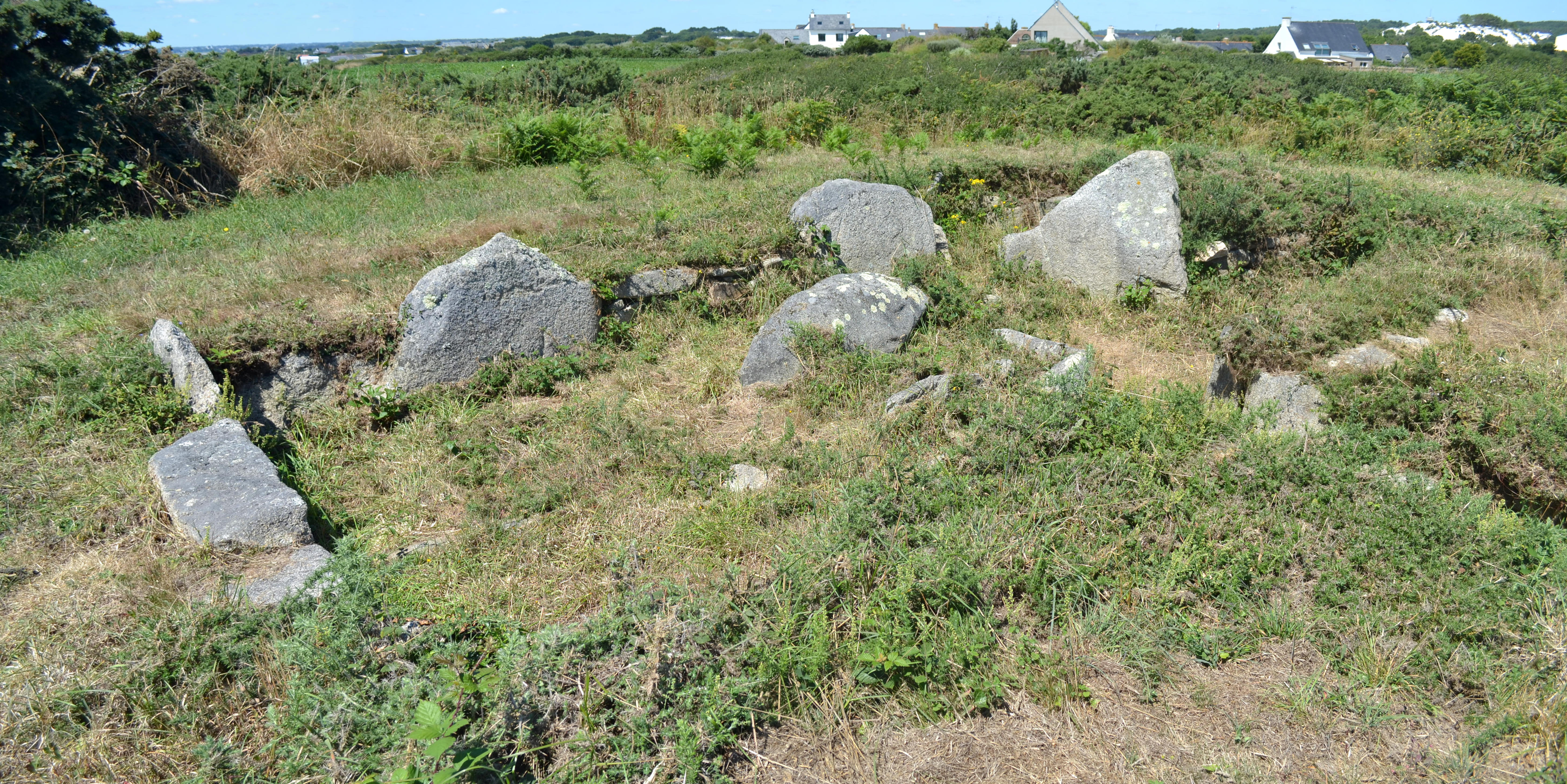
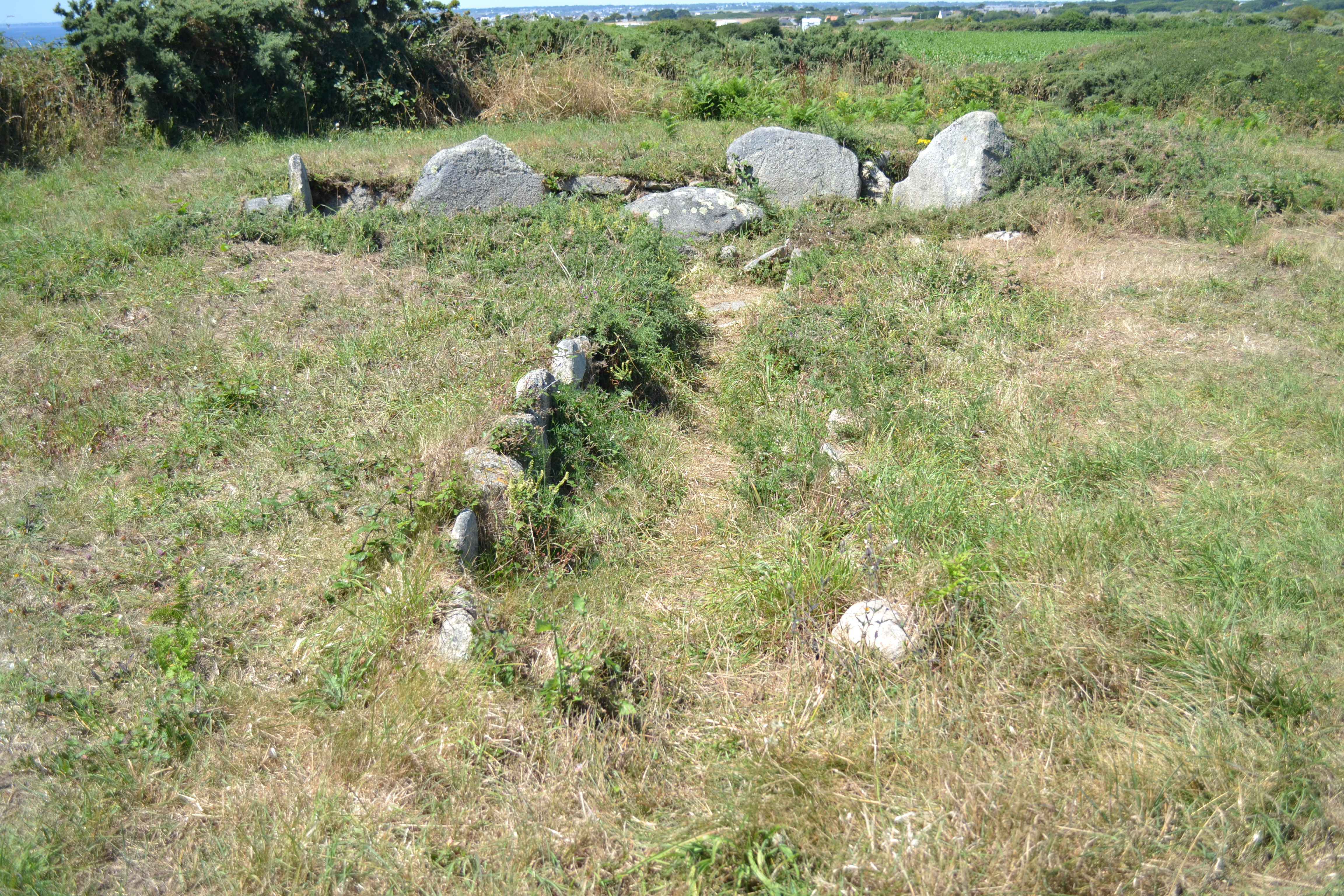
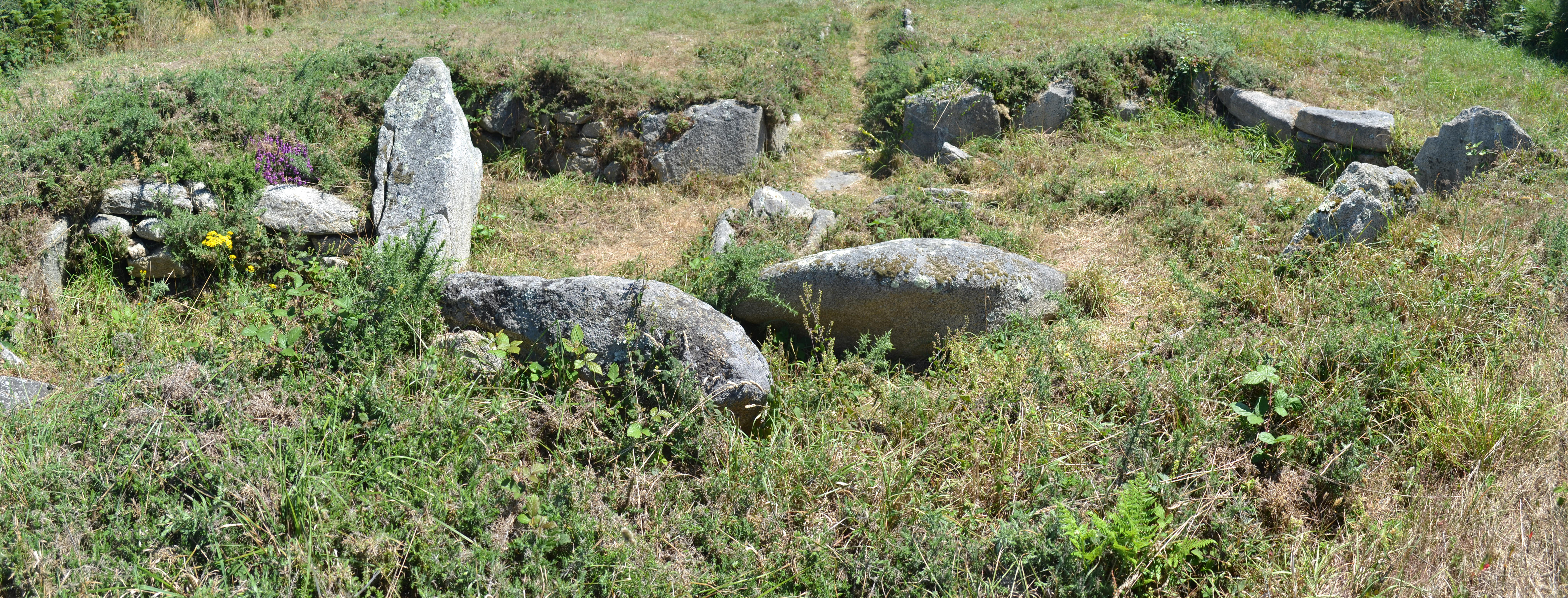
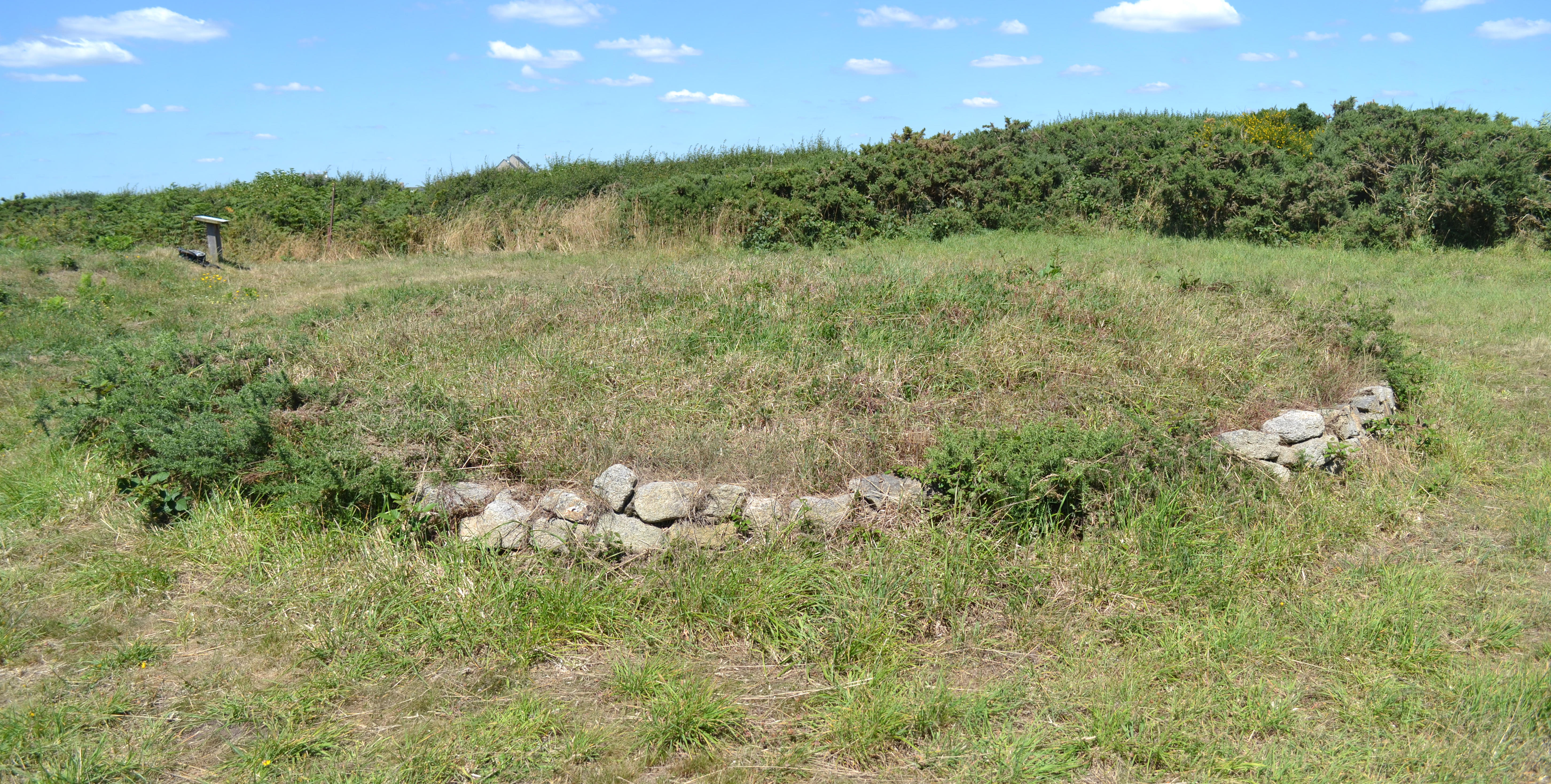

Gefunden wurden insbesondere geschliffene Äxte und Perlen aus Jadeit und Variszit. Der Dolmen hatte sechs Steine mit Gravuren und einen Schalenstein. Mindestens zwei gravierte Steine wurden entfernt und befinden sich im Museum von Saint-Germain-en-Laye. Die auf dem Gelände verbliebenen wurden im späten 20. Jahrhundert Opfer von Plünderern.

## Tuchenn Hroëk
Der zerstörte Tuchenn Hroëk („Hügel der guten Frau“) hatte eine rechteckige Form (40 m lang und 20 m breit). Er war nach Nordosten/Südwesten ausgerichtet. Er wurde nur in seinem östlichen Teil erforscht, wo eine Truhe gefunden wurde. Südlich des Langhügels von etwa 34,0 × 12,0 m liegen ein paar verstreute Steine.

## Tuchenn Gouc'h
Der Tuchenn er Gouc'h („Hügel des Mannes“) hat eine ovale Form (34 m lang und 12 m an der breitesten Stelle). Er ist nach Nordosten/Südwesten ausgerichtet. Die Vermessung von Le Pontois zeigt eine Galerie, die entlang der Längsachse des Hügels ausgerichtet ist und durch eine Mischung aus Megalithplatten und Trockenmauern begrenzt wird. Er verfügt über eine interne Unterteilung und auf halber Strecke über einen nach Süden/Südosten ausgerichteten Zugangskorridor. Eine in der Galerie angeordnete kleine Truhe, in der glockenförmige Möbel entdeckt wurden, könnte einer späteren Wiederverwendung entstammen. Das entdeckte archäologische Material entstammt dem Endneolithikum und der Bronzezeit.

## Steinkreis
Südöstlich von Tuchenn Pol gab es laut Le Pontois zwei konzentrische Kreise mit einem Durchmesser von 8 m bzw. 12 m, die aus hochkant gestellten Steinen bestanden und im Osten eine Art Eingang hatten. Auf dem von Le Pontois aufgenommenen Foto scheint das Denkmal nicht höher als 1,0 m gewesen zu sein. 2004 ermöglichte eine Ausgrabung ein besseres Verständnis der Architektur, die bis zu einer Höhe von weniger als 0,45 m erhalten blieb. Der dem ersten inneren Kreis von Le Pontois entsprechende Hügel wird durch eine runde Vormauer (8,20 m Durchmesser) aus mittelgroßen (zwischen 0,25 m und 0,50 m lang) Steinen begrenzt, deren Seiten geglättet wurden. Die Vormauer ist in drei Schichten erhalten, aber im westlichen Viertel teilweise zerstört. Der Hügel weist in der Mitte eine nach Nordwesten/Südosten ausgerichtete Grube (2,8 m × 1,2 m) auf, die der von Le Pontois durchgeführten Ausgrabung entsprechen könnte. Die Existenz der zweiten, von Le Pontois identifizierten Fassadenmauer konnte nicht nachgewiesen werden. Im Vergleich zu Hügeln ähnlicher Architektur könnte das Denkmal aus der frühen Eisenzeit stammen.